# Mumin Gala
Mumin Booqora Gala, oder Moumin Guelleh (Somali Muumin Geele, geb. 6. September 1986 in Dschibuti-Stadt) ist ein dschibutischer Langstreckenläufer. Er trat bei den Olympischen Sommerspielen 2012 in London an.

## Karriere
Gala trat 2011 erstmals in Erscheinung. Er belegte den siebten Platz bei den 5000-Meter-Läufen in den Afrikaspielen in Maputo, Mosambik. Er gewann die Silbermedaille bei den 10.000-Meter-Läufen der Panarabischen Spiele 2011 in Doha, Katar. Seine persönliche Bestleistung über 5000 Meter liegt bei 13:17,77 min (Birmingham, Vereinigtes Königreich, 2011).
2012 nahm er an den Wettbewerben über 5000 Meter bei den Olympischen Spielen in London teil, nachdem ihn das Comité National Olympique Djiboutien aufgestellt hatte.
Gala erreichte im Vorlauf eine Zeit von 13:21,21 min, und wurde damit zunächst Zehnter, konnte sich damit jedoch trotzdem für das Finale qualifizieren. Im Finale kam er mit 13:50,26 min auf Platz 13.
Seine persönliche Bestzeit über 10.000 Meter von 28:23,46 min errang er 2012 im Blankers-Koen Stadium in Hengelo 2012.
Gala nahm auch an den Olympischen Spielen 2016 in Rio de Janeiro teil. Dort konnte er beim Marathon seine persönliche Bestleistung von 2:13:04 h erringen. Er kam damit auf Platz 12.